# Ердут
Ердут (на хърватски: Erdut) е село и община в източната част на Хърватия. То се намира в Вуковарско-сремска жупания. През 2001 в селото е имало 7372 жители. Мнозинството от населението са сърби.